# نادي أكاديمية بيروت
فريق بنات أكاديمية بيروت لكرة القدم، بالإنجليزية:Beirut Football Academy Girls Team) أو ببساطة فريق فتيات كرة القدم أو اختصارا: BFA.
هو ناي كرة قدم نسائية لبنانية، يقع مقره في بيروت، وهو منافس ضمن بطولة لبنان لكرة القدم النسوية، وهو فرع من الأكاديمية الرياضية المتجانسة.
تأسس فريق أكاديمية البنات لكرة القدم في في بيروت عام 2016، لتنافس في دوري كرة القدم اللبناني للسيدات.

## فريق وأكاديمية
أصبح بإمكان النساء الراغبات بتعلم فنون وأصول كرة القدم النسوية في لبنان دخول عالم اللعبة الأشهر عالميا، من خلال بوابة الالتحاق بنوادي تأسست بمشروع «أكاديمية» خاصة وهي من أولى الأكاديميات في لبنان والشرق الأوسط، التي تأسست بهدف تعليم وتدريب وتطوير البنات على لعب كرة القدم وقوانينها وتقنياتها.
تأسيس نوادي-أكاديمية تتيح لكل فتاة بلغت الثامنة من العمر أو أكثر، مجال التدرب بقصد إتقان اللعبة التي كانت حكرا على الذكور بامتياز.
وكانت لبنان من أول الدول في شمال إفريقيا والشرق الأوسط التي تبنت فكرة تأسيس أكاديميات لتدريب وتعليم الفتياة بطرق متطورة، إذ تلقى الفكرة رواجا تدريجيا بين الأهالي رغم التحديات.
وتعتبر أكاديمية بنات بيروت لكرة القدم (بالإنجليزية:Beirut Football Academy Girls Team) ثاني أكاديمية من هذا النوع في لبنان، بعد أكاديمية البنات لكرة القدم التي إداريا (رسميا) عام 2011 وانطلقت رياضيا وفعليا سنة 2012. بينما تأسست وانطلقت أكاديمية بنات بيروت لكرة القدم سنة 2016 بفارق 5 سنوات.

## تشكيلة الفريق

### اللاعبات
- تشكيلة 2019:

آخر تحديث 15 January 2019.
ملاحظة: تشير الأعلام إلى المنتخب الوطني على النحو المحدد في قواعد الأهلية للفيفا. قد يحمل اللاعبون أكثر من جنسية واحدة غير تابعة للفيفا.
| الرقم | البلد | المركز | اللاعب        |
| ----- | ----- | ------ | ------------- |
| 1     | لبنان |        | آندريه جرجورة |
| 2     | لبنان |        | سوسن صالح     |
| 3     | لبنان |        | مايا المصري   |
| 4     | لبنان |        | مرية سرور     |
| 5     | لبنان |        | راكيل نصر     |
| 7     | لبنان |        | ميشيل بورجيلي |
| 9     | لبنان |        | سارة بيضون    |
| 10    | لبنان |        | سارة أسي      |

| الرقم | البلد | المركز | اللاعب      |
| ----- | ----- | ------ | ----------- |
| 11    | لبنان |        | يارة سرور   |
| 14    | لبنان |        | شهد سكري    |
| 16    | لبنان |        | هايا ادريسي |
| 17    | لبنان |        | راشا كيالي  |
| 18    | لبنان |        | نادية بزري  |
| 21    | لبنان |        | إليانا هاشم |
| 33    | لبنان |        | هديل قوطيش  |
| 77    | لبنان |        | غيوة ادريس  |

### الإطار الإداري والفني والتقني والطبي
آخر تحديث 15 January 2019.
| المدير الفني والتقني | عبدو أسمر |
| مساعد إداري          | حمزة أسي  |
| الإطار الطبي         | ناتالي    |